# Pahtakodanjärvi
Pahtakodanjärvi är en sjö i Övertorneå kommun i Norrbotten och ingår i Sangisälvens huvudavrinningsområde. Sjön har en area på 0,0647 kvadratkilometer och ligger 178,9 meter över havet.

## Delavrinningsområde
Pahtakodanjärvi ingår i det delavrinningsområde (737135-183825) som SMHI kallar för Mynnar i Linkkabäcken. Medelhöjden är 159 meter över havet och ytan är 2,54 kvadratkilometer. Det finns inga avrinningsområden uppströms utan avrinningsområdet är högsta punkten. Vattendraget som avvattnar avrinningsområdet har biflödesordning 3, vilket innebär att vattnet flödar genom totalt 3 vattendrag innan det når havet efter 56 kilometer. Avrinningsområdet består mestadels av skog (84 procent). Avrinningsområdet har 0,06 kvadratkilometer vattenytor vilket ger det en sjöprocent på 2,5 procent.